# 布丘梅尼鄉 (登博維察縣)
45°9′0″N 25°27′0″E / 45.15000°N 25.45000°E
布丘梅尼鄉（羅馬尼亞語：Comuna Buciumeni, Dâmbovița），是羅馬尼亞的鄉份，位於該國南部，由登博維察縣負責管轄，面積29平方公里，海拔高度546米，2007年人口4,697，人口密度每平方公里164人。